# Northfleet (hajó)
A Northfleet háromárbócos vitorláshajó volt, amely 1873 januárjában süllyedt el a La Manche csatornában.
A Northfleet 895 tonna vízkiszorítású, 55 méter hosszú és 9,8 méter széles volt. Duncan Dunbar hajótulajdonos 1853-ban építette Northfleetben kereskedelmi célokra.
Az Edward Knowles kapitány irányítása alatt hajózó vitorlást 1872-ben bérbe adták, hogy
munkásokat és családjaikat, valamint 340 tonna vasúti sínt és 240 tonna egyéb anyagot vigyen Tasmaniába egy vasútépítéshez. A hajó 1873. január 13-án futott ki Angliából 379 emberrel a fedélzetén. A viharos időben a hajónak többször horgonyt kellett vetnie, mielőtt elhagyta volna a Csatornát. Január 22-én éjszaka a Dungeness-fok mellett horgonyzott a hajó, amikor 22:30 körül egy gőzhajó – a Murillo spanyol gőzös – nekiütközött, majd továbbhajózott. A nehéz rakománnyal és emberekkel teli hajó fél órán belül elsüllyedt a sötétben anélkül, hogy a közelben horgonyzó többi hajó észlelte volna a katasztrófát. 293 ember fulladt vízbe, a hajón lévő 42 nő és 52 gyermek közül mindössze 2 nő (a kapitány felesége és egy utas) és 2 gyermek maradt életben. Csak két mentőcsónaknak sikerült eltávolodnia a hajótól. A kapitány hajójával együtt merült hullámsírba.
A katasztrófát okozó spanyol gőzhajót nyolc hónappal később, Dover mellett tartóztatták fel.

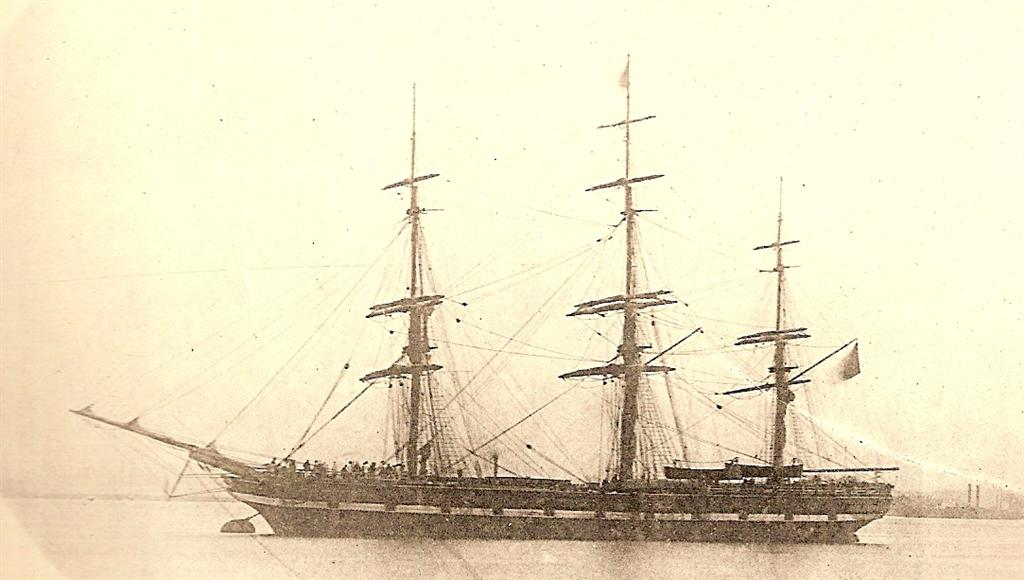
A Northfleet nem sokkal a katasztrófa előtt
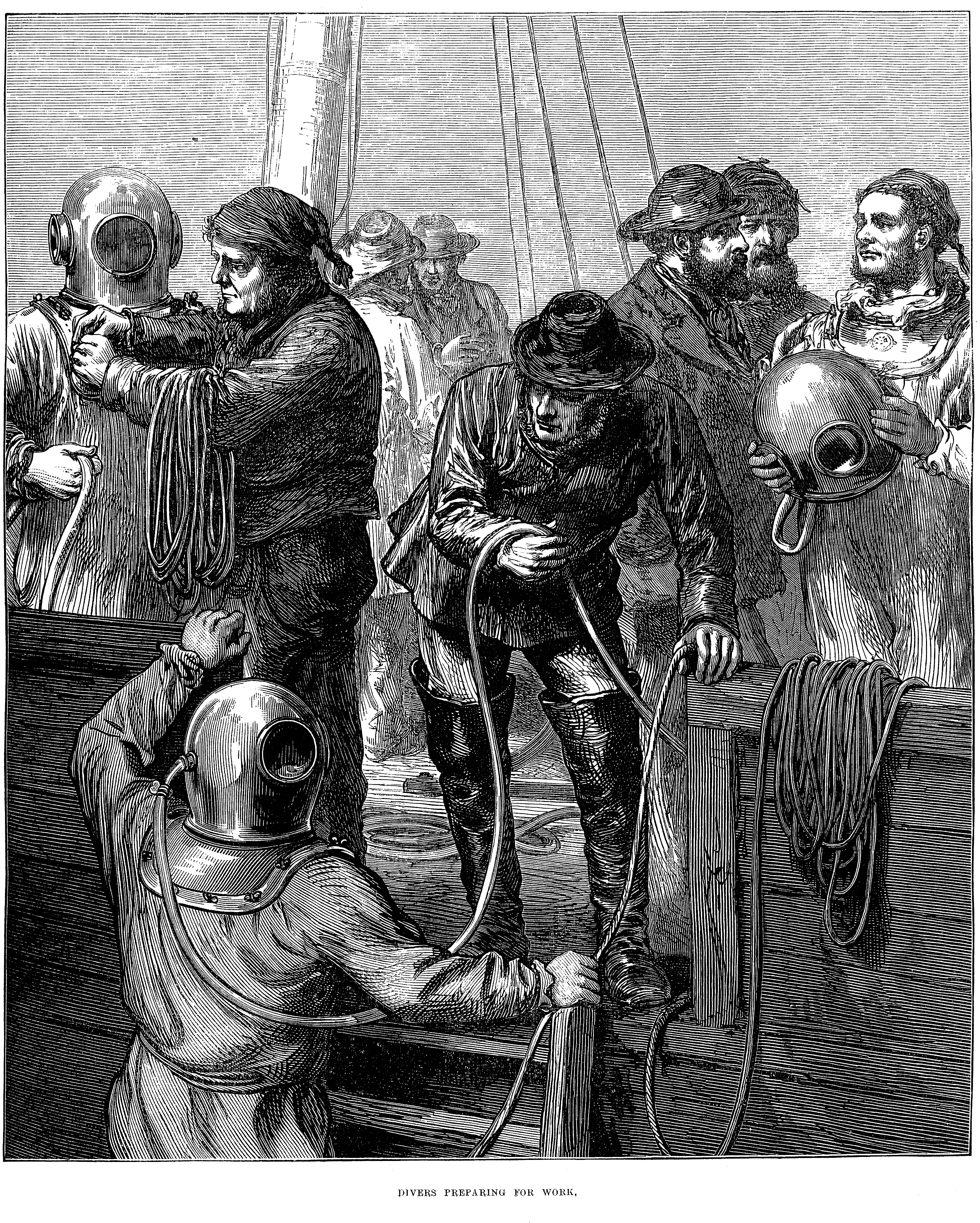
A Dungeness-foknál elsüllyedt Northfleet után kutató, merülésre készülő búvárok az Illustrated London News 1873. február 6-ai címlapján

## Fordítás
- Ez a szócikk részben vagy egészben  a   Northfleet (ship) című angol Wikipédia-szócikk ezen változatának fordításán alapul.  Az eredeti cikk szerkesztőit annak laptörténete sorolja fel. Ez a jelzés csupán a megfogalmazás eredetét és a szerzői jogokat jelzi, nem szolgál a cikkben szereplő információk forrásmegjelöléseként.